# Капачинская, Анастасия Александровна
Анастасия Александровна Капачи́нская (род. 21 ноября 1979, Москва) — российская легкоатлетка, специализирующаяся в беге на 200 и 400 м. Чемпионка мира и серебряный призёр чемпионата Европы.
В 2016 году решением МОК была лишена серебряной медали Олимпийских игр 2008 года в связи с обнаружением в её пробах станозолола и туринабола.
В 2017 году решением МОК была лишена серебряной награды Олимпийских игр 2012 года в эстафете 4×400 м из-за дисквалификации российской команды после обнаружения в пробах Антонины Кривошапки допинга.

## Биография
Анастасия родилась в спортивной семье: мама — мастер спорта в прыжках в высоту, папа — спринтер. С самого раннего детства родители прививали Насте и её сестре любовь к спорту и привлекали их к спортивным занятиям на сборах. Занималась у заслуженного тренера России Л. Литвиновой.
В 2003 году на летнем чемпионате мира в Париже Капачинская выиграла на дистанции 200 м. Полгода спустя, в 2004-м, Настя стала чемпионкой мира в закрытых помещениях, но через несколько дней судьба американки постигла уже её.
После окончания дисквалификации Настя вернулась в спорт, но на прежний высокий уровень спортсменки выйти удалось не сразу.
На Олимпийских играх в Пекине Анастасия вместе с подругами по команде Юлией Гущиной, Людмилой Литвиновой, Татьяной Фировой выиграла серебряные медали в эстафете 4×400 м. В 2016 году после повторной проверки допинг проб Анастасия Александровна обвинена в употреблении станозола и туринабола, результат 2008 года аннулирован.
В 2010 году выиграла золото чемпионата Европы в эстафете 4×400 метров.
Работает тренером в спортивной школе «I Love Running».

## Результаты
Лучшие результаты по годам и место в списке мирового сезона
| Год   | 2002  | 2003  | 2004 | 2005 | 2006  | 2007  | 2008  | 2009  | 2010  | 2011  | 2012  |
| ----- | ----- | ----- | ---- | ---- | ----- | ----- | ----- | ----- | ----- | ----- | ----- |
| 400 м | 51,39 | 50,59 | DQ   | DQ   | 51,16 | 52,14 | 50,02 | 49,97 | 50,16 | 49,35 | 50,37 |
| Место | 28    | 10    |      |      | 32    | 99    | 7     | 8     | 9     | 1     | 13    |

## Награды
- Медаль ордена «За заслуги перед Отечеством» I степени (13 августа 2012 года) — за большой вклад в развитие физической культуры и спорта, высокие спортивные достижения на Играх XXX Олимпиады 2012 года в городе Лондоне (Великобритания)[7].
- Медаль ордена «За заслуги перед Отечеством» II степени (2 августа 2009 года) — за большой вклад в развитие физической культуры и спорта, высокие спортивные достижения на Играх XXIX Олимпиады 2008 года в Пекине[8].
- Заслуженный мастер спорта России